# Jared a le SIDA
Jared a le SIDA (Jared has Aides en version originale) est le premier épisode de la sixième saison de la série animée South Park, ainsi que le 81e épisode de l'émission.

## Synopsis
Jared Fogle, un homme rendu célèbre par les publicités de la chaine de sandwich Subway, grâce à qui il a perdu son surpoids, arrive à South Park faire de la promotion.  En révélant qu'il a un SIDA (Soutien Individualisé en Diététique Alimentaire) pour l'aider à maigrir, il va provoquer un chaos terrible. Pendant ce temps-là, Butters est convaincu par ses camarades de faire comme Jared, afin de faire la promotion d'un restaurant chinois.